# Opistognathus brochus
Opistognathus brochus is een straalvinnige vissensoort uit de familie van de kaakvissen (Opistognathidae). De wetenschappelijke naam van de soort is voor het eerst geldig gepubliceerd in 2003 door Bussing & Lavenberg.